# Guo Ji Zi Bai pan
Guo Ji Zi Bai pan (chinesisch 虢季子白盘, Pinyin Guó Jì Zǐ Bái pán) ist ein rechteckiges chinesisches Bronzegefäß vom Gefäßtyp pan aus der Zeit der späten Westlichen Zhou-Dynastie. Neben den Gefäßen San shi pan (散氏盘) und Mao gong ding (毛公鼎) zählt es zu den berühmten Drei großen Bronzegefäßen der Westlichen Zhou-Dynastie (Xi Zhou san da qingtongqi 西周三大青铜器). 
Das Gefäß hat eine Länge von 130,2 cm, ist 82,7 cm breit und 41,3 cm hoch. Es ist eines der größten Bronzegefäße aus dieser Zeit. Es wurde in der Daoguang-Zeit der Qing-Dynastie in Guochuansi (虢川司), Baoji, Provinz Shaanxi, ausgegraben und befindet sich heute in der Sammlung des Nationalen chinesischen Museums für Geschichte.

## Inschrift
Es ist ein mit einer längeren Inschrift versehenes Gefäß. Die Inschrift besteht aus 111 Schriftzeichen. Sie berichtet über eine siegreiche Schlacht des Guo Ji Zi Bai gegen die Xianyun (獫狁 / 猃狁,  Xiǎnyǔn), einen nordwestlichen Barbarenstamm, und dass der König von Zhou ein Bankett aus diesem Anlass gab.